# 卡马拉政府
卡马拉政府是2008年12月几内亚政变后，几内亚共和国国家民主和发展委员会任命上台的军政府称为卡马拉政府；军政府于2010年1月26日解散；后来由让·马里·多雷组建过渡政府，负责监督该国的首次民主选举，最终选举于2010年11月举行。